# Platygaster lugens
Platygaster lugens är en stekelart som beskrevs av Jean-Jacques Kieffer 1926. Platygaster lugens ingår i släktet Platygaster och familjen gallmyggesteklar. Inga underarter finns listade i Catalogue of Life.